# Municipio de Lamotte (Míchigan)
El municipio de Lamotte (en inglés: Lamotte Township) es una subdivisión administrativa del condado de Sanilac, Míchigan, Estados Unidos. Según el censo de 2020, tiene una población de 764 habitantes.

## Geografía
Está ubicado en las coordenadas 43°27′35″N 83°2′52″O / 43.45972, -83.04778. Según la Oficina del Censo de los Estados Unidos, el municipio tiene una superficie total de 91.88 km², de la cual 91,82 km² corresponden a tierra firme y (0,06 %) 0,06 km² es agua.

## Demografía
Según el censo de 2020, hay 764 personas residiendo en la zona. La densidad de población es de 8.32 hab./km². El 95.03 % son blancos, el 0.39 % son afroamericanos, el 0.13 % es amerindio, el 0.65 % son de otras razas y el 3.80 % son de una mezcla de razas. Del total de la población, el 2.62 % son hispanos o latinos de cualquier raza.